# Protocollo di Corfù
Il Protocollo di Corfù (in greco: Πρωτόκολλο της Κέρκυρας, in albanese: Protokolli i Korfuzit), siglato il 17 maggio 1914, fu un accordo firmato tra i rappresentanti del governo albanese ed il governo provvisorio della Repubblica Autonoma dell'Epiro del Nord, che ufficialmente venne riconosciuta come un'area autonoma della regione dell'Epiro del Nord sotto la sovranità del regnante del nuovo Principato d'Albania. L'accordo garantì ai greci i distretti di Coriza e Argirocastro, che si distingueva dal resto dell'Albania per cultura, religione e storia.
Dopo la fine delle Guerre dei Balcani (1912–1913), i successivi trattati di pace cedettero la regione all'Albania. Questo fece precipitare gli eventi e nella regione scoppiò una rivolta tra gli abitanti di origine greca, i quali promossero la Dichiarazione d'indipendenza nord epirota il 28 febbraio 1914. La Commissione Internazionale di Controllo, l'organizzazione responsabile dell'assicurazione della pace e la stabilità tra gli stati, decise a questo punto di intervenire facendo siglare alle due parti il Protocollo di Corfù il 17 maggio 1914. Ad ogni modo i termini del protocollo non vennero mai effettivamente rispettati dal momento che la situazione politica instabile dell'Albania dopo l'inizio della prima guerra mondiale aveva portato a molti problemi di ordine pubblico e al definitivo annullamento del protocollo nel 1921 durante la Conferenza degli Ambasciatori.

## Antefatto

Georgios Christakis-Zografos, presidente della Repubblica Autonoma dell'Epiro del Nord.

Durante la Prima guerra dei Balcani, l'esercito greco aveva sconfitto le forze ottomane e si era spinto a nord nella regione dell'Epiro, raggiungendo la linea da Himara sulla costa ionica del Lago Prespa nel febbraio del 1913. Rimanendo pendente l'aggiudicazione finale delle Grandi Potenze circa i confini tra Grecia ed il nuovo stato di Albania, la regione rimase sotto il controllo militare greco. Il 17 dicembre 1913 il Protocollo di Firenze cedette la parte nord di quest'area che divenne nota come "Epiro del Nord" all'Albania. Questo portò a non pochi problemi con la popolazione locale di origine greca, la quale decise di dichiarare la propria indipendenza per assicurarsi il controllo della regione. Venne pertanto proclamata la Repubblica Autonoma dell'Epiro del Nord ad Argirocastro il 28 febbraio 1914, con Georgios Christakis-Zografos, noto politico epirota di Lunxhëri, quale suo presidente.
Nel frattempo, l'esercito greco aveva evacuato la regione e dal 1º marzo Coriza venne ceduta alla nuova gendarmeria albanese. Altri problemi erano destinati a scoppiare tra le forze autonomiste e quelle di polizia albanesi. In tutto ciò, la Commissione Internazionale di Controllo formata dalle Grandi Potenze per assicurare stabilità e pace alla regione non fu in grado di derimere la questione tra le due parti.

## Negoziati
Dall'inizio di maggio di quell'anno, le autorità albanesi, non essendo in grado di reprimere la rivolta, iniziarono ad intavolare delle discussioni per garantire l'intervento della Commissione Internazionale. Per questo scopo il principe Guglielmo d'Albania chiese alla Commissione di occuparsi personalmente della questione. Successivamente, il 6 maggio, i membri della Commissione informarono Zografos della loro intenzione di interessarsi al caso considerando le richieste avanzate dal governo nord epirota.
Dal momento che l'incorporazione nel Regno di Grecia non era un'opzione considerabile dopo i recenti sviluppi politici, Zografos propose tre altre soluzioni principali ai rappresentanti della Commissione Internazionale: la completa autonomia sotto la sovranità del principe albanese, un'autonomia amministrativa in forma di cantone, un'amministrazione diretta sotto il controllo delle Potenze europee. Il governo nord epirota richiedeva inoltre l'estensione dell'area nella quale la popolazione greca avrebbe potuto apprendere il linguaggio nativo alle regioni di Valona e Durazzo (dall'Albania centrale sino al Nord dell'Epiro), la nomina di ufficiali di religione ortodossa nelle città principali dell'area e l'esenzione dal servizio militare per la popolazione locale, anche in tempo di guerra.
I rappresentanti di entrambe le parti si incontrarono per i negoziati a Saranda, città costiera dell'Epiro settentrionale, ma i negoziati finali ebbero luogo nella vicina isola di Corfù, in Grecia. Infine, il 17 maggio 1914, i rappresentanti dell'Epiro del Nord e dell'Albania siglarono un accordo che garantiva l'accoglimento delle domande degli epiroti, e tale documento divenne appunto noto col nome di Protocollo di Corfù. Il Protocollo ebbe una prefazione della Commissione Internazionale:
(Corfù, 17 maggio 1914.)

### Termini

La regione dell'Epiro, stretta tra Grecia ed Albania.
Legenda:
- grigio: Estensione antica dell'Epiro
- arancio: Regione greca dell'Epiro
- verde: Estensione maggiore della concentrazione di greci nell'"Epiro delNord" all'inizio del XX secolo
- tratteggio rosso: Territorio dell'Epiro del Nord

Il Protocollo fu estremamente favorevole alle richieste dell'Epiro del Nord. Secondo i termini di questo protocollo, le due province di Coriza e Argirocastro, che costituivano l'Epiro del Nord, sarebbero divenute autonome sotto la sovranità de facto dell'Albania e sotto gli auspici del principe Guglielmo di Wied; egli, ad ogni modo, era garantito a tale ruolo anche dalle Grandi Potenze.
Il governo albanese, in accordo con la Commissione, aveva il diritto di nominare o dimettere i governatori egli alti ufficiali della regione, tenendo conto della composizione demografica delle comunità religiose locali. Altri termini includevano il sistema di reclutamento proporzionale della popolazione locale nella polizia locale e la proibizione del servizio militare per i non indigeni della regione. Nelle scuole ortodosse, la lingua greca sarebbe divenuta la sola per l'istruzione, ad eccezione di tre istituti. Ad ogni modo, l'educazione religiosa sarebbe stata fatta esclusivamente in greco. Altro punto prevedeva che i greci sarebbero stati completamente equiparati agli albanesi negli affari pubblici oltre che di fronte alla legge e nelle elezioni.
Come per l'area costiera di Himara, lo status autonomo speciale che già era stato concesso in epoca del dominio ottomano venne rinnovato, con l'aggiunta che però uno straniero dovesse essere nominato nella qualità di "governatore" ogni 10 anni. Il Protocollo prevedeva inoltre che la città di Korçë – che si trovava sotto il controllo della gendarmeria albanese – dovesse passare sotto l'amministrazione nord epirota. Le Grandi Potenze avrebbero garantito il rispetto dei termini del Protocollo, mentre la sua esecuzione ed il mantenimento sarebbe spettato alla Commissione Internazionale di Controllo.

### Reazioni ed approvazione
Il 1º giugno le Grandi Potenze (tra cui il Regno d'Italia e l'Impero austro-ungarico) approvarono i risultati dei negoziati e il 23 giugno i termini del Protocollo vennero ufficialmente approvati anche dal governo albanese. Il governo greco, che sino ad allora non era stato coinvolto nella situazione, venne avvisato dei negoziati e delle possibilità del contratto finale. Il primo ministro greco Eleutherios Venizelos chiese a Georgios Christakis-Zografos di approvare i termini del protocollo senza pretendere ulteriore autonomia.
I rappresentanti nord epiroti alla successiva Assemblea panepirotica di Delvino dovettero prendere la decisione finale di accettare il Protocollo. La pace venne firmata dopo l'intervento nei fatti di Venizelos; ad ogni modo i rappresentanti di Himara trovarono i termini del contratto ancora troppo umilianti, comprendendo che l'unica soluzione felicemente percorribile sarebbe stata l'unione alla Grecia e non l'autonomia all'interno dello stato albanese.

## Conseguenze

### La posizione politica e lo scoppio della Prima guerra mondiale

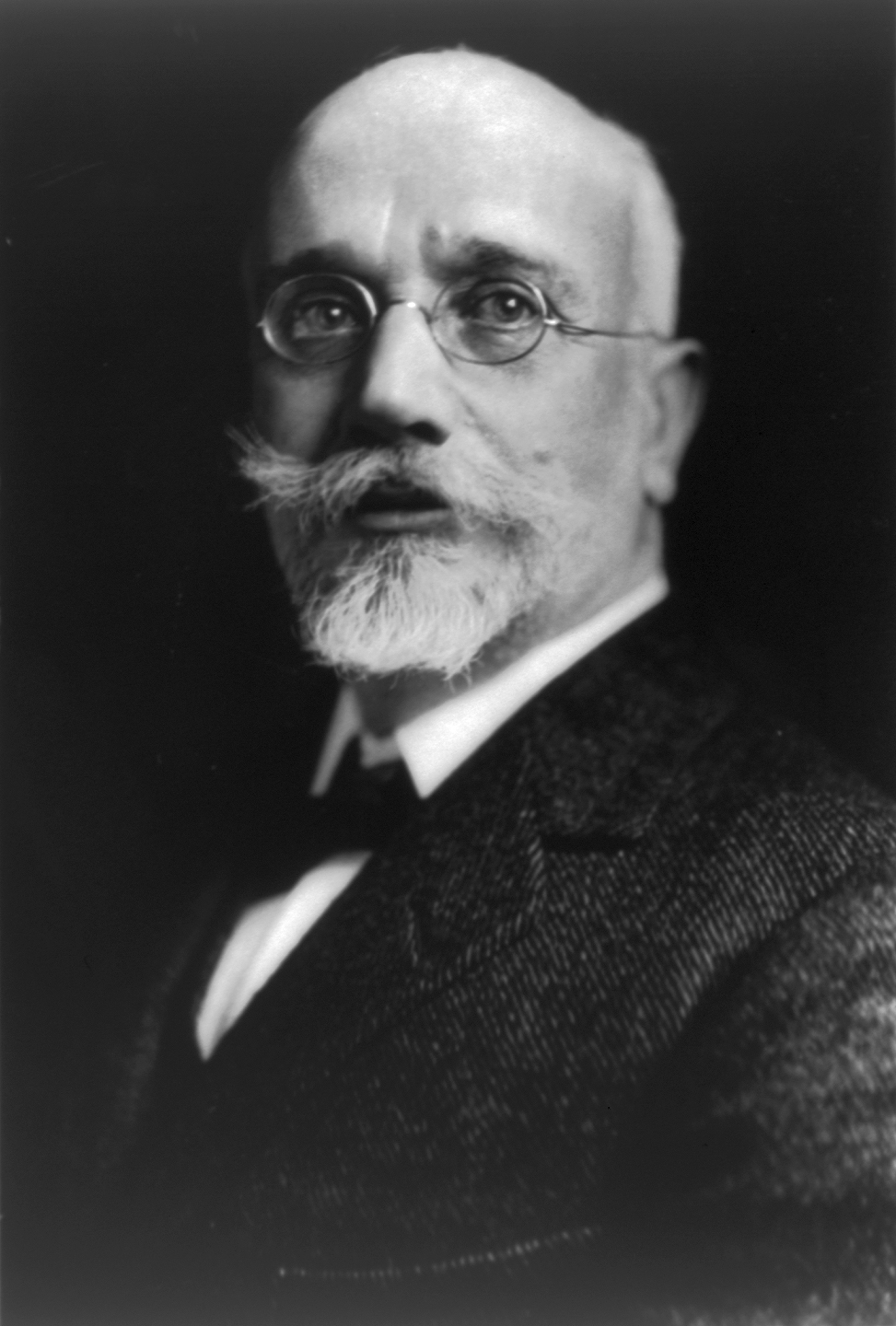
Il primo ministro greco Eleftherios Venizelos, chiese ai delegati all'Assemblea di Delvino di accettare i termini del Protocollo senza riserve.

Poco dopo lo scoppio della prima guerra mondiale (luglio 1914), la situazione in Albania era divenuta instabile e si era diffuso un grave caos. Quanto lo stato venne suddiviso in una miriade di governi regionali, il principe Guglielmo lasciò il paese nel settembre del 1914. Il 27 ottobre, dopo l'approvazione delle Grandi Potenze, l'esercito greco rientrò nell'Epiro del Nord. Il Governo Provvisorio dell'Epiro del Nord formalmente cessò di esistere, dichiarando di aver svolto il proprio compito. La regione rimase de facto annessa alla Grecia sino alla seconda metà del 1916, quando le truppe italiane cacciarono l'esercito greco dall'area.

### Il periodo tra le due guerre e l'annullamento del protocollo
Nel 1921 il Protocollo di Corfù venne annullato nel corso della Conferenza degli Ambasciatori e l'Epiro del Nord venne definitivamente ceduto allo stato albanese. Ad ogni modo i tentativi di ristabilire un governo autonomo nell'area continuarono. Nel 1921 il governo albanese, nel corso dell'entrata dello stato nella Lega delle Nazioni, si premurò di ribadire la volontà di proteggere le minoranze comprese nel proprio territorio, decisione che venne ratificata dal parlamento locale nell'anno successivo. Ad ogni modo questi diritti vennero garantiti su un'area molto più ristretta rispetto a quella prevista dal Protocollo, che includeva quindi solo alcuni villaggi nelle regioni di Himara, Argirocastro e Saranda, e non i restanti principali villaggi dell'area. Inoltre l'educazione in greco venne vista come una potenziale spina nel fianco per l'integrità del territorio albanese e come tale le scuole greche vennero chiuse o convertite a scuole albanesi. Come risultato di questa politica, l'educazione in greco venne limitata e per un certo periodo di tempo virtualmente eliminata (1934–1935). Solo dopo l'intervento della Corte Permanente di Giustizia Internazionale nell'aprile del 1935 gli albanesi riaprirono le scuole di lingua greca con la possibilità di utilizzare sia la lingua albanese che quella greca per l'insegnamento.
Lo stato albanese compì numerosi sforzi per creare una chiesa ortodossa autocefala nel proprio territorio, al contrario proprio di quanto previsto dal Protocollo di Corfù, con l'intento proprio di ridurre l'influenza greca nella regione. Secondo una legge varata nel 1923, i sacerdoti che non erano di lingua albanese e che non fossero stati di origine albanese, erano esclusi da questa nuova chiesa di stato.

## Eredità
Il Protocollo di Corfù è solitamente ricordato dall'organizzazione internazionale per i diritti umani in riferimento alle discriminazioni della minoranza greca in Albania. Sull'altro fronte, gli storiografi albanesi menzionano di rado questo accordo o la sua interpretazione ha portato a differenti posizioni: esso è stato visto perlopiù come un tentativo di dividere lo stato albanese da parte delle Grandi Potenze.
Durante gli anni '60, il segretario generale sovietico Nikita Chruščëv chiese al leader comunista d'Albania Enver Hoxha cosa ne pensasse del conferire autonomia a quella minoranza greca nel suo stato, ma questa iniziativa cadde presto nel vuoto. La questione dell'autonomia rimase uno dei punti chiave dell'agenda diplomatica dei rapporti tra Albania e Grecia dopo il crollo del regime comunista in Albania (1991). Da diverso tempo, basandosi proprio sui termini del Protocollo di Corfù e su interessamento dell'organizzazione Omonoia e del Partito per l'Unità dei Diritti Umani, si sta sviluppando un documento che consenta di tutelare i greci dell'area. Questa proposta è stata rifiutata già nel 1991 dal governo albanese, portando a sollevazioni locali. In un altro incidente, nel 1993, il presidente di Omonoia venne arrestato dalla polizia albanese, dopo aver spiegato in pubblico i termini della propria missione umanitaria proprio nell'area dell'Epiro.